# Zawiadomienie o niepopełnionym przestępstwie
Zawiadomienie o niepopełnionym przestępstwie – przestępstwo skierowane przeciwko wymiarowi sprawiedliwości, polegające na zawiadomieniu o przestępstwie organ powołany do ścigania wiedząc, że przestępstwa nie popełniono (art. 238 k.k.). Przestępstwo nie dotyczy fałszywego zawiadomienia o wykroczeniu. W takim przypadku sprawca popełnia wykroczenie polegające na wywołaniu fałszywego alarmu (art. 66 § 1 k.w.).
Przestępstwo stanowi występek zagrożony grzywną, karą ograniczenia wolności albo pozbawienia wolności do lat 2.